# The Rajah's Tunic
The Rajah's Tunic è un cortometraggio muto del 1915. Il nome del regista non viene riportato.

## Produzione
Il film fu prodotto dalla Essanay Film Manufacturing Company. È conosciuto anche con il titolo The Adventures of Dominica #2: The Rajah's Tunic.

## Distribuzione
Distribuito dalla General Film Company, il film - un cortometraggio in due bobine - uscì nelle sale cinematografiche USA il 6 luglio 1915.